# Parti agraire et paysan français

Logo der Partei

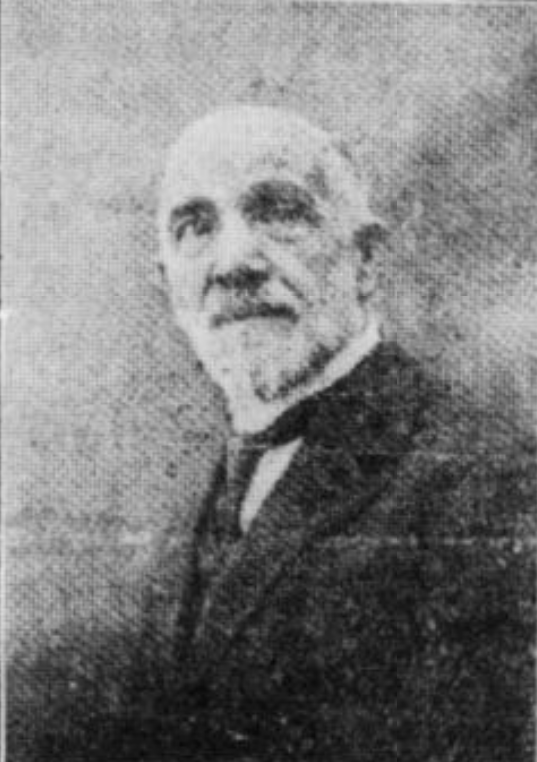
Gabriel Fleurant-Agricola, Parti agraire et paysan français

Die Parti agraire et paysan français (Französische Agrar- und Bauernpartei, PAPF) war eine korporatistische Partei der Landwirte in den 1930er Jahren, die von Fleurant Agricola (eigentlich Gabriel Fleurant), dem Vorsitzenden des Bauernverbands des Départements Oise, 1927 gegründet wurde und eine rechtspopulistische Politik anbot. Ihr Parteiorgan war La Voix de la terre. Diese benannte die Grundlagen der Partei so: „Weizen, Milch, Wein, Vieh und Pflug haben keine politische Meinung“.
Die Partei schloss sich 1934 dem Front paysan an. Meinungsverschiedenheiten über die Ziele und die Strategie der Partei führen Anfang 1936 zu einer Spaltung. Der linke Flügel der Partei gründet die Parti républicain agraire et social. Die PAPF wurde nun von dem 1936 gewählten Abgeordneten der Côte-d’Or Pierre Mathé geleitet, der nach dem Tod von Fleurant Agricola den rechten Flügel der Partei um sich scharte. Die Partei versuchte, in der Abgeordnetenkammer eine Agrarfraktion zu organisieren, die von vier Abgeordneten im Juni 1936 auf elf im Jahr 1938 anwuchs.

## Parti républicain agraire et social

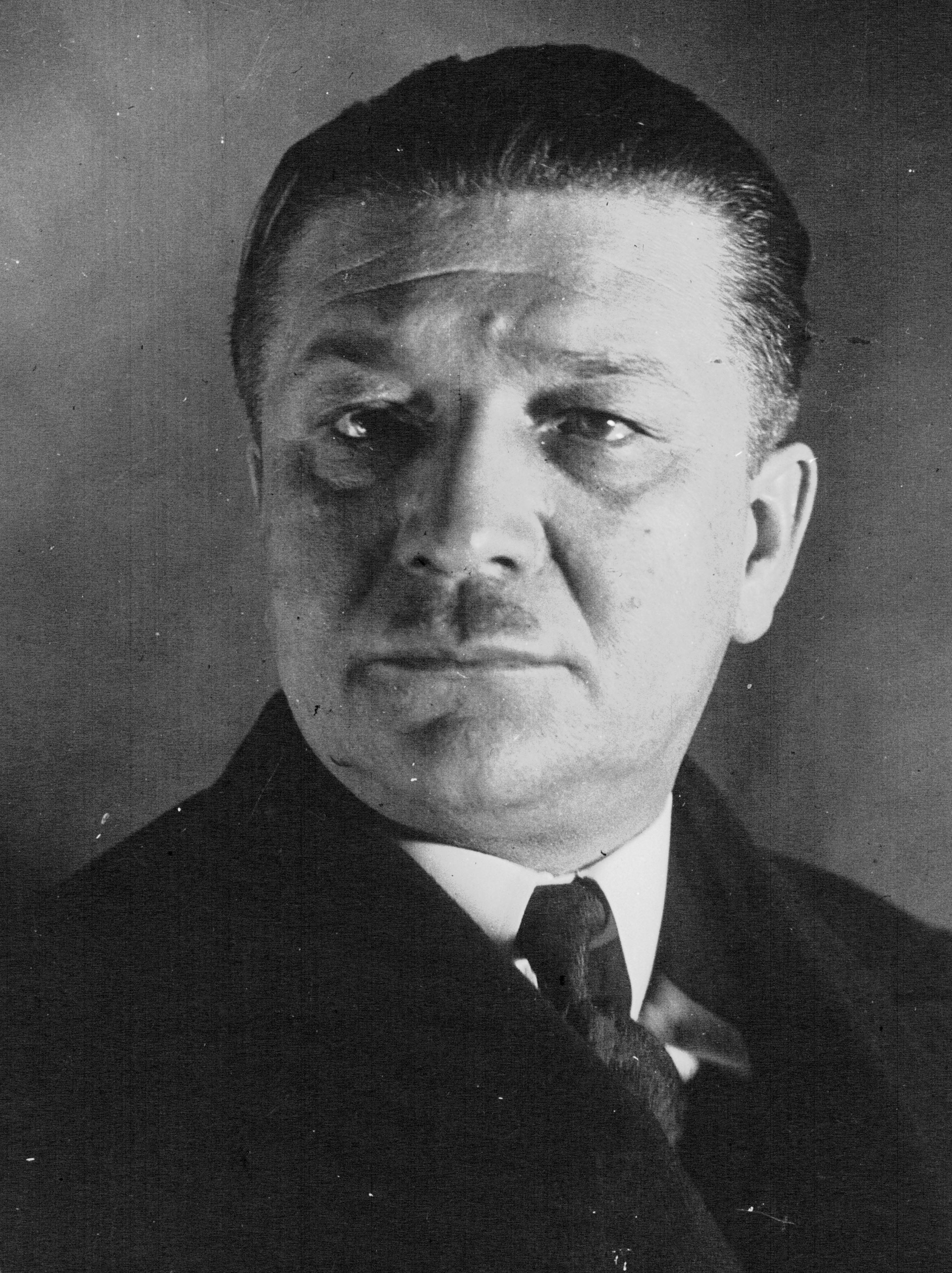
Louis Guillon, Parti républicain agraire et social

Die Parti républicain agraire et social (Republikanische Agrar- und Sozialpartei, PRAS) war eine politische Partei, die im Februar 1936 von dem Abgeordneten Louis Guillon, dem einzigen gewählten Abgeordneten der PAPF, und der Jeunesses agraires et paysannes (JAP) gegründet wurde, die ihrerseits aus der Parti agraire et paysan français hervorgegangen waren. Sie verschwand 1940. Das Scheitern der PRAS führte zur Gründung der Union républicaine paysanne, die der radikal-sozialistischen Partei nahestand und der Jeunesses républicaines paysannes.